# Cercles des naturalistes de Belgique
Les Cercles des Naturalistes de Belgique (CNB) sont une association sans but lucratif créée en 1957 par Léon Woué, groupant des jeunes et des adultes intéressés par l'étude de la nature, sa conservation, la protection de l'environnement et le tourisme intégré. Les principaux objectifs de l'association sont la formation et l'éducation à la nature.
L'association est reconnue par la Région wallonne et par le service de l'Éducation permanente de la Fédération Wallonie-Bruxelles.

## Activités
Les objectifs de l'association sont rencontrés grâce aux stages, leçons de nature, visites thématiques, accueil de groupes scolaires et formation de guides-nature.
La formation de guide-nature qui mêle théorie et pratique sur le terrain et dont l'objectif est de former des naturalistes éco-citoyens, acteurs de changement positif pour l'environnement et la nature, est organisée depuis 1975. Cette formation dont le titre est déposé par les CNB est assurée à Bruxelles, Grapfontaine, Bon-Secours, Namur, et Vierves-sur-Viroin. Elle s'étale sur trois ans, à raison de dix-huit samedis de cours théoriques et pratiques par an et de deux week-ends pédagogiques.

## Infrastructures

### Vierves-sur-Viroin
Le centre administratif des Cercles des Naturalistes de Belgique se situe à Vierves-sur-Viroin, où s'était tenu en 1958 le premier camp scientifique des jeunes naturalistes de Binche. En 2018, il occupe une petite trentaine d'employés. 
Le Centre Marie-Victorin, nommé en souvenir de Frère Marie-Victorin, botaniste et promoteur des Cercles des jeunes naturalistes au Québec, héberge une partie des bureaux et le secrétariat de l'association.
L'Écosite de la vallée du Viroin est installé dans des bâtiments occupant l'ancienne gare du village et permettant l'accueil et le logement de stagiaires. Deux laboratoires nommés en souvenir du naturaliste Adrien Rivard. Situé face à l'Écosite, le restaurant « Coup de Cœur » accueille les stagiaires.
La Mine de barytine est un ancien bâtiment et un site d'une ancienne exploitation minière abandonnée, devenu une réserve naturelle composée d'une pelouse calcicole et donscrée aux chiroptères. Situés de l'autre côté des rails, le bâtiment et le terrain aux alentours, appelés « Lampisterie », sont destinés à l'observation ornithologique et comprennent un sentier géologique reprenant les principales roches de Belgique.
L'Observatoire Centre Ardenne de Grapfontaine est une extension des Cercles des Naturalistes de Belgique spécialisée dans l'astronomie et la promotion des sciences astronomiques.

## Sections des Cercles des Naturalistes de Belgique
L'association compte près de 8 500 membres répartis dans plus des 60 sections en Wallonie, à Bruxelles et à la côte belge, animées par quelque 200 bénévoles,.

## Publications
Les Cercles des Naturalistes de Belgique éditent à l'intention de leurs membres un périodique trimestriel L'Érable qui annonce entre autres toutes les activités.
D'autres publications paraissent régulièrement. On peut classer ces publications en deux grandes thématiques :
- Les clés d'identification photographiques ou clés de détermination ;
- Les carnets du naturaliste.

## Réserves naturelles et Parc naturel
Les Cercles des Naturalistes de Belgique mettent en place et gèrent des réserves naturelles en Région wallonne. Les CNB aident à la gestion de réserves naturelles d'autres associations, comme la réserve naturelle du Fond de Noye.
En 2018, les Cercles des Naturalistes de Belgique interviennent dans la gestion et l'entretien d'une trentaine de réserves naturelles en Wallonie.
La société est promotrice, avec l'aide de la Faculté universitaire des Sciences agronomiques de Gembloux, du Parc naturel Viroin-Hermeton agréé par la Région wallonne en 1998.